# Jos Engelen (natuurkundige)
Joseph Johannus (Jos) Engelen (Maasniel, 6 juli 1950) is een Nederlands natuurkundige. Hij was van januari 2009 tot oktober 2016 voorzitter van de Nederlandse Organisatie voor Wetenschappelijk Onderzoek (NWO). NWO is de nationale wetenschapsfinancier. Naast zijn positie als voorzitter van NWO was hij lid van de Governing Council van European Science Foundation, de Europese organisatie van onderzoeksfinanciers en -instellingen.

## Leven en werk
Jos Engelen studeerde natuurkunde aan de Radboud Universiteit Nijmegen. Na zijn afstuderen in 1973 werkte hij aan dezelfde universiteit als onderzoeker en docent. In 1979 promoveerde hij. Van 1979 tot 1985 werkte Engelen bij CERN, het Europese laboratorium voor deeltjesfysica in Genève (Zwitserland).
In 1985 aanvaardde hij een positie bij het NWO-onderzoeksinstituut Nationaal instituut voor subatomaire fysica Nikhef. In 1987 werd hij hoogleraar Experimentele fysica aan de Universiteit van Amsterdam. Bij CERN en DESY (Hamburg) voerde hij experimenten uit op het gebied van de sterke wisselwerking, harde fotonproductie en diep-inelastische verstrooiing. Ook ontwikkelde hij initiatieven voor onderzoek op het gebied van de astrodeeltjesfysica.
Van 2001 tot 2003 was Engelen directeur van Nikhef. In 2004 werd hij wetenschappelijk directeur en plaatsvervangend directeur-generaal van CERN. Hij was daar tot en met 2008 onder andere betrokken bij de bouw en opstart van de nieuwe Large Hadron Collider-deeltjesversneller en de bijbehorende experimentele opstellingen.
In 2007 en 2008 was Engelen voorzitter van NWO-onderzoeksinstituut ASTRON Netherlands Institute for Radio Astronomy.